# Île Juan Guillermos
L'île Juan Guillermos (en espagnol : Isla Juan Guillermos), également connue sous le nom d'Isla Esmeralda (UFI-885433), est une île appartenant à l'archipel de la Reine Adélaïde dans le sud du Chili. Elle est administrativement rattachée à la région de Magallanes et de l'Antarctique chilien, en Patagonie chilienne ; elle fait partie de la réserve nationale Alacalufes.

## Géographie

### Situation et caractéristiques physiques
L'île Juan Guillermos a une superficie de 393 km2[réf. nécessaire]. 
Elle est située au nord de l'île Cochrane, et au sud-ouest des îles Barros Arana et Pedro Montt.

## Histoire
L'île est nommée d'après le capitaine anglais John Williams Wilson.